# 하태기
하태기(1973년 11월 11일~ )는 대한민국의 전직 프로게임단 감독으로, MBC게임 히어로의 1,3대 MBC게임 히어로+의 감독직을 맡았다.

## 개요
하태기는 서울시 관악구 신림동에 위치한 PC방을 운영하는 PC방 사장이었다.2002년 8월 15일 하태기는 성재명 감독과 POS팀을 창단한다. 신림동 고시촌에서 서형석을 코치로 영입하고 그 해 박성준 이운재 도진광을 영입하며 팀의 기초를 다져갔다.
운영하던 PC방 마저 처분한 하태기는 문준희 서경종 임정호 박정길을 영입하면서 팀의 규모를 키워 나갔다. 그러나 성재명 감독이 물러나고  재정적 어려움이 닥치게 된다.
어려운 환경에 전기세 같은 공공요금 마저도 낼 형편이 안되는 어려운 시기 속에 박성준은 2004 질레트배 스타리그에서 영웅 박정석을 꺾으면서 팀의 운명을 바꾸게 된다.
이고시스와의 후원계약이 성사되지만 1년 만에 다시 야인으로 돌아가게 된다. 그속에서 박지호 김택용 염보성 이재호 등 우수한 선수들을 육성하고 마침내 2006년3월 31일 MBC게임 히어로를 창단하게 된다. 그리고 이운재 코치의 영입 등 팀을 정비하고, 김택용의 MSL 우승을 이끌었다. 2006년 SKY 프로리그 2006 전기리그 준우승 2007년SKY 프로리그 2006 후기리그 우승 2007년 SKY 프로리그 2006 그랜드 파이널 우승 2007년 제 2회 KeSPA컵 스타크래프트 부문 우승 등 2006년에 최고의 게임단이 되었다.
하지만 2008년팀의 극심한 슬럼프가 찾아오고  MBC게임 히어로의 프로젝트 매니저로 활동, 경질 수순을 밟았다.2009년 스페셜포스 프로게임팀 MBC게임 히어로+를 맡고 생각대로T SF 프로리그 2009 2nd에서 준우승, 생각대로T SF 프로리그 2010 1st 준우승을 하며 스페셜 포스팀 역시 강팀으로 만들어 냈다.
08-09 시즌가 끝난 이후, MBC게임 히어로의 2대 감독 김혁섭이 경질된뒤, 09-10 시즌부터 다시 복직하였고, 다시 MBC게임 히어로의 감독을 맡게 되면서 MBC게임 히어로의 3대 감독이 되었다.
하태기는 팀의 체질 개선에 힘썼다 무엇보다 자유로운 분위기 속에 "자신이 왜 프로게이머를 하고 있는가?"라는 동기부여과 과거 경직된 팀 분위기를 대화와 종족간 전략회의 등으로 풀어나가는 선수들이 알아서 목표에 향해 갈 수 있는 창조적인 운영으로 감독직에 복귀하자마자 09-10 위너스리그 준우승을 하며 팀을 재건한 하태기 감독은 E-sports 최고의 명장중 한명으로 손꼽힌다.
2010년 MBC게임 히어로와 MBC게임 히어로+의 감독을 겸임하기도 하였다.
좋은 입담으로 MBC게임의 객원해설로도 활동을 하였다.
2010년 9월 MBC게임 히어로의 감독직에서 자진 사퇴한 후 2013년 이후로는 족발집을 운영하고 있다.

## 수상 내역
- 2005년 10월 KTF bigi KOREA e-sports 2005 스타크래프트 부문 3위
- 2006년 7월 SKY 프로리그 2006 전기리그 준우승
- 2007년 1월 SKY 프로리그 2006 후기리그 우승
- 2007년 1월 SKY 프로리그 2006 그랜드 파이널 우승
- 2007년 3월 제 2회 KeSPA컵 스타크래프트 부문 우승
- 2007년 3월 2006 대한민국 e스포츠대상 올해의 프로게임단
- 2007년 7월 신한은행 프로리그 2007 전기리그 3위
- 2007년 8월 경남-STX컵 마스터즈 2007 준우승
- 2008년 1월 신한은행 프로리그 2007 후기리그 3위
- 2008년 7월 신한은행 프로리그 2008 8위
- 2008년 8월 경남-STX컵 마스터즈 2008 준우승
- 2010년 2월 생각대로T SF프로리그 2009 2nd 준우승
- 2010년 4월 신한은행 위너스리그 09-10 준우승
- 2010년 7월 신한은행 프로리그 09-10 6강
- 2010년 7월 생각대로T SF프로리그 2010 1st 3위

## 같이 보기
- MBC게임 히어로
- 김혁섭

| 이전 - | 제1대 MBC게임 히어로 감독 하태기 2002 ~ 2008 | 다음 김혁섭 |

| 이전 - | 제1대 MBC게임 히어로+ 감독 하태기 2009 ~ 2010 | 다음 |

| 이전 김혁섭 | 제3대 MBC게임 히어로 감독 하태기 2009 ~ 2010 | 다음 성학승 |